# Colonie de Mayotte et dépendances
Pour les articles homonymes, voir Mayotte (homonymie).
6 janvier 1886 – 23 janvier 1896
9 septembre 1899 – 25 juillet 1912
Entités précédentes :
- Dépendances de La Réunion

Entités suivantes :
- Colonie de Madagascar et dépendances

La colonie de Mayotte et dépendances est une entité administrative qui a duré du 6 janvier 1886 au 23 janvier 1896, puis du 9 septembre 1899 au 25 juillet 1912, avant que les îles de l'Archipel des Comores ne soient toutes intégrées à la colonie de Madagascar et dépendances. Elle était formée de Mayotte, Mohéli, Anjouan, la Grande-Comore et les Îles Glorieuses (incluant le Banc du Geyser).
À l'intérieur de cette colonie, Mohéli, Anjouan, la Grande-Comore avaient des statuts de protectorats. Elles étaient placées sous l'autorité du gouverneur de Mayotte. Ce dernier détenait l'autorité sur les trois autres îles depuis 1887, à la suite des traités de protectorats signés en 1886. Mayotte, française depuis 1841 par son achat au sultan Andriantsoly est favorisée au détriment des autres îles. Entre 1896 et 1899, la colonie a été administrée depuis La Réunion.